# Susan Blommaert
Pour les articles homonymes, voir Blommaert.
Susan Blommaert, née le 13 octobre 1947, est une actrice américaine.

## Biographie
Susan Blommaert est une actrice essentiellement connue pour ses rôles récurrents dans les séries télévisées New York, police judiciaire, The Practice : Bobby Donnell et Associés et surtout Blacklist, dans lequel elle incarne le rôle récurrent de la « nettoyeuse » de Raymond Reddington, Mr Kaplan. Elle a aussi joué des seconds rôles dans les films Simetierre (1989), Edward aux mains d'argent (1990), Vol 93 (2006) et Doute (2008).

## Filmographie

### Cinéma
- 1986 : Prise (Forever, Lulu) d'Amos Kollek
- 1988 : Izzy et Sam : Leslie
- 1989 : Simetierre : Missy Dandridge
- 1990 : L'Ambulance : la réceptionniste de l'hôpital
- 1990 : Edward aux mains d'argent : Tinka
- 1992 : Telemaniacs : Ducker
- 1993 : Le Concierge du Bradbury : Charlotte
- 1994 : Un ange gardien pour Tess : Kimberly Cannon
- 1997 : La Souris : Ms. Park Avenue
- 2000 : In Love : la psychologue
- 2002 : Personal Velocity: Three Portraits : Mme Toron
- 2004 : Dr Kinsey : la secrétaire
- 2006 : Vol 93 : Jane Folger
- 2006 : Love Comes to the Executioner de Kyle Bergersen
- 2008 : The Loss of a Teardrop Diamond : l'infirmière d'Addie
- 2008 : Doute : Mme Carson
- 2009 : Confessions d'une accro du shopping : Orla
- 2009 : The Good Heart : Nora
- 2010 : Une drôle d'histoire : la professeur du lycée
- 2013 : Inside Llewyn Davis : l'infirmière
- 2013 : The Double : Liz
- 2014 : Couple modèle : la serveuse
- 2019 : John Wick Parabellum : la bibliothécaire
- 2019 : Les Baronnes : Mme Sullivan

### Télévision
- 1990 : Les Contes de la crypte (série télévisée, saison 2 épisode 9) : Luisa
- 1991-2004 : New York, police judiciaire (série télévisée, 8 épisodes) : la juge Rebecca Steinman
- 1993 : La Loi de Los Angeles (série télévisée, saison 7 épisode 9) : Dr. Scheinbaum
- 1995 : X-Files : Aux frontières du réel (série télévisée, saison 2 épisode La Main de l'enfer) : Phyllis Paddock
- 1998-2000 : The Brian Benben Show (série TV, 5 épisodes) : Beverly Shippel
- 1998-2003 : The Practice : Donnell et Associés (série TV, 9 épisodes) : la juge Rudy Fox
- 1999 : Ally McBeal (série TV, saison 2 épisode 20) : la juge Rudy Fox
- 2000 : Urgences (série TV, saison 6 épisode 19) : Sarah McKenzie
- 2000-2002 : Associées pour la loi (série TV, 4 épisodes) : la juge Barbara Burke
- 2001 : Angel (série TV, saison 2 épisode 20) : Vakma
- 2004 : New York, unité spéciale (saison 5, épisode 14) : la juge Rebecca Steinman
- 2006 : Les Soprano (série TV, saison 6 épisodes 6 et 8) : Betty Wolf
- 2009 : The Good Wife (série TV, saison 1 épisode 5) : Ruth
- 2010 : Boardwalk Empire (série TV, saison 1 épisode 5) : Irene Davis
- 2013-2017: Blacklist (série TV, Saison 1 à 4, 32 épisodes) : Mr Kate Kaplan
- 2016 : Elementary (série TV, saison 5 épisode 9) : Dr Zelda Xanthopoulos
- 2016 : Madoff (mini-série) : Vera Zweig
- 2017 : Bull : Juge Hanlon

## Voix francophones
- Monique Martial dans Simetierre (1989)
- Marie-Laure Beneston dans Diagnostic : Meurtre (1994)
- Anne Ludovik dans Ally McBeal (1999)
- Denise Roland dans The Practice : Donnell et Associés (1999-2003)
- Isabelle Leprince dans Confessions d'une accro du shopping (2009)
- Annie Le Youdec dans Blacklist (2013-2021)
- Laurence Breheret dans Bull (2017-2018)
- Frédérique Cantrel dans Les Baronnes (2019)